# Salo
Salo [ˈsɑlɔ] ist eine Stadt im Südwesten Finnlands. Zum Jahresbeginn 2009 wurden die neun Gemeinden Halikko, Kiikala, Kisko, Kuusjoki, Muurla, Perniö, Pertteli, Särkisalo und Suomusjärvi in die Stadt Salo eingemeindet. Nach dieser Gemeindefusion hat Salo 50.933 Einwohner (Stand 31. Dezember 2022) und eine Fläche von über 2000 km².

## Geografie

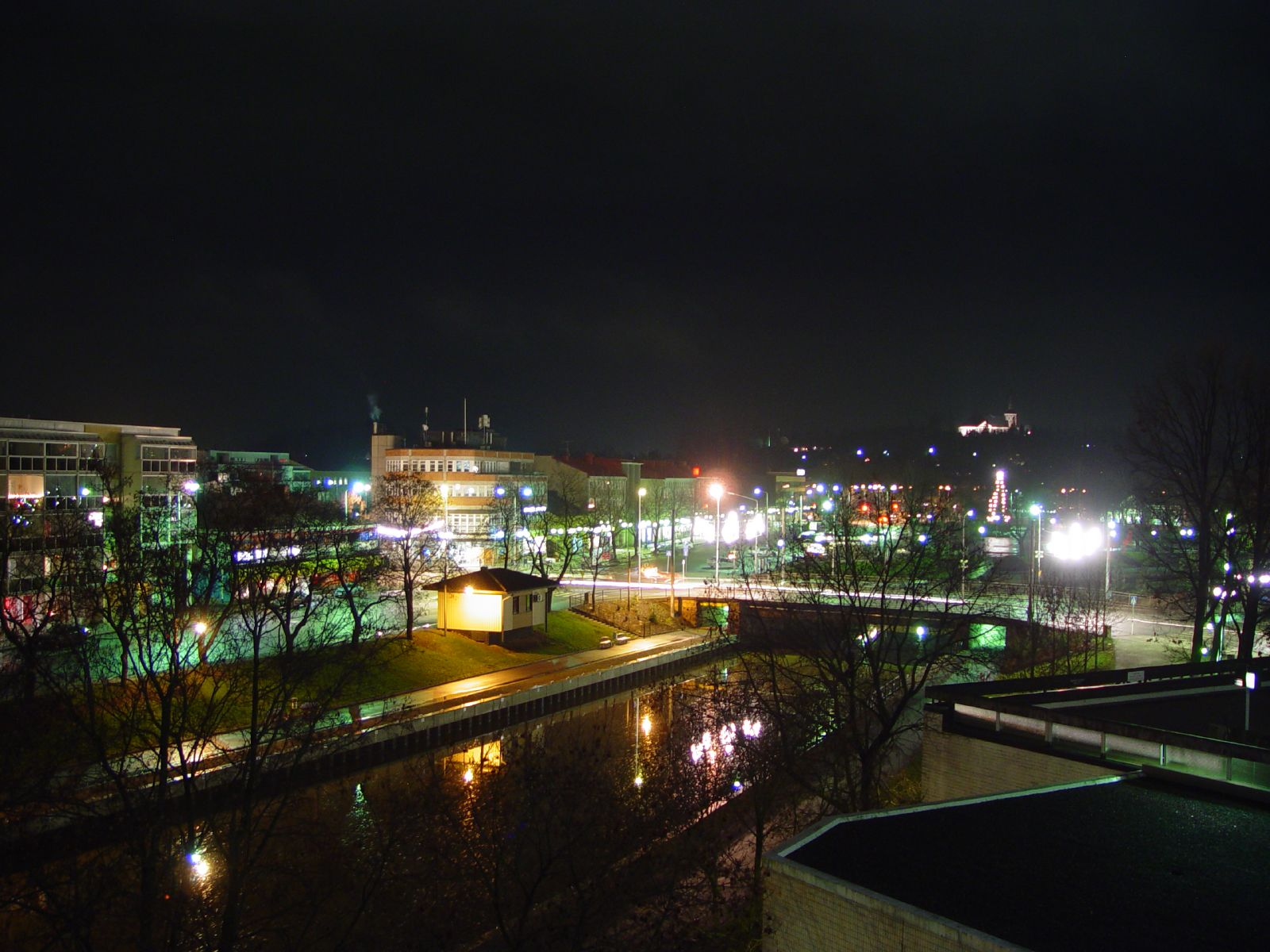
Die Kernstadt von Salo am Fluss Salonjoki bei Nacht

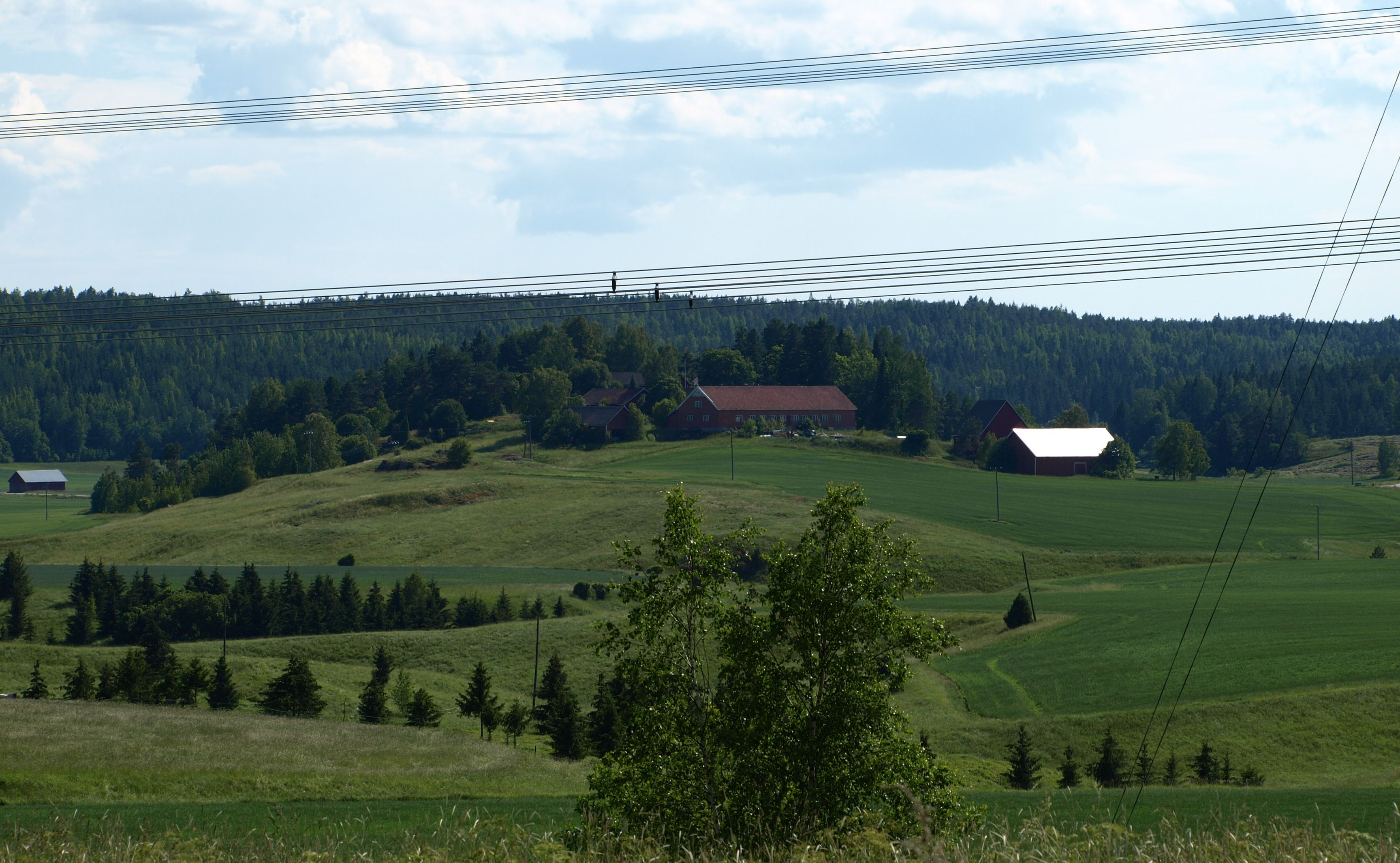
Ansicht des ländlichen Teils von Salo beim Dorf Immala

Salo liegt im Südwesten Finnlands im Osten der Landschaft Varsinais-Suomi 52 Kilometer östlich von Turku und 114 Kilometer westlich der Hauptstadt Helsinki. Die Kernstadt von Salo liegt am Unterlauf des Flusses Salonjoki (Uskelanjoki) kurz vor dessen Mündung in die langgestreckte Meeresbucht Halikonlahti. Nur wenige hundert Meter westlich der Mündung des Salonjoki mündet der Fluss Halikonjoki ebenfalls in die Halikonlahti-Bucht.
Außer der eigentlichen Kernstadt gehört zum administrativen Stadtgebiet seit einer großen Gemeindefusion zum Jahresbeginn 2009 ein ausgedehntes Gebiet im Umland mit einer Fläche von insgesamt 2062 km² (etwas weniger als Luxemburg). Dieses Gebiet ist größtenteils ländlich strukturiert mit einzelnen dazwischenliegenden Siedlungszentren (taajama). Die Landschaft ist, wie für Varsinais-Suomi typisch, von landwirtschaftlich genutzten Flächen, Waldstücken und Flüssen geprägt. Das Stadtgebiet umfasst auch Teile des vorgelagerten Archipels im Schärenmeer. Zu Salo gehören die Nordostspitze der Insel Kimitoön um den Ort Angelniemi sowie das Schärengebiet von Särkisalo, das die Inseln Isoluoto, Ulkoluoto und Pettu sowie zahlreiche kleinere Schären umfasst.
Nachbargemeinden von Salo sind Sauvo und Paimio im Westen, Marttila und Koski Tl im Nordwesten, Somero im Norden, Lohja im Osten, Raseborg im Süden sowie zur See hin im Südwesten Kimitoön.

## Geschichte
Nach der Christianisierung Finnlands wurde im Gebiet von Salo im frühen 13. Jahrhundert das Kirchspiel Uskela gegründet. Von diesem spalteten sich nach und nach die späteren Gemeinden der Gegend ab. Salo wurde vermutlich im frühen 15. Jahrhundert zu einer Kapellengemeinde des Kirchspiels Uskela und wird erstmals im Jahr 1490 urkundlich erwähnt. Zur Kapellengemeinde Salo gehörte zu diesem Zeitpunkt auch das spätere Muurla. Anfang des 16. Jahrhunderts wurde die hölzerne Kapelle von Salo durch eine Feldsteinkirche ersetzt. Nachdem die Kirche von Uskela am Heiligabend 1825 durch einen Erdrutsch schwer beschädigt worden war und abgerissen werden musste, beschloss man, die Pfarrkirche von Uskela nicht an demselben Ort, sondern an der Stelle der Kapelle von Salo wiederaufzubauen und die Kapellengemeinde Salo wieder mit dem Kirchspiel Uskela zu vereinigen. Die alte Kapelle wurde abgerissen, die neue Kirche entstand 1831–32 nach Plänen von Carl Ludwig Engel. Dadurch war Salo nun das Zentrum des Kirchspiels Uskela.
Salo wuchs bald zu einem einwohnerstarken Ort an und wurde 1887 zunächst als sogenannter nichtselbstständiger Marktflecken (kauppala) aus der Gemeinde Uskela gelöst. Im selben Jahr wurde Salo von einem Großbrand heimgesucht, der große Teile des Ortes verwüstete. Salo erholte sich aber bald von der Katastrophe, sodass der Marktflecken 1891 endgültig die kommunale Eigenständigkeit erlangte. Nach dem Anschluss an das Eisenbahnnetz im Jahr 1899 prosperierte Salo und die Besiedlung wuchs bald über die administrativen Grenzen des Marktfleckens hinaus. Daher wurden 1932 Teile von Uskela Salo zugeschlagen, wodurch sich die Einwohnerzahl Salos mehr als verdreifachte. Das Stadtrecht erhielt Salo 1960. Im Jahr 1967 wurde schließlich auch der Rest der Gemeinde Uskela nach Salo eingemeindet.
Im Zuge der laufenden Umstrukturierung der finnischen Gemeinden kam es zum Jahresbeginn 2009 zu einer großen Gemeindefusion, in welcher sich die neun Gemeinden Halikko, Kiikala, Kisko, Kuusjoki, Muurla, Perniö, Pertteli, Särkisalo und Suomusjärvi mit Salo vereinigten. Hierdurch verdoppelte sich die Einwohnerzahl Salos, die Fläche vervierzehnfachte sich gar nahezu von 143 auf 1.987 Quadratkilometer.

## Bevölkerung
Am Jahresbeginn 2009 hatte Salo 54.777 Einwohner. Knapp die Hälfte der Bevölkerung (rund 26.000 Menschen) lebt im Stadtgebiet Salos vor der Eingemeindung, der Rest im Umland. 94,6 % der Einwohner Salos sprechen Finnisch als Muttersprache, Finnlandschweden stellen mit 1,0 % nur eine kleine Minderheit. Somit ist die Stadt offiziell einsprachig finnischsprachig. Von den ehemaligen Gemeinden Salos hatte Särkisalo (Finby) einen schwedischsprachigen Bevölkerungsanteil von rund einem Zehntel und war offiziell zweisprachig. Durch die Eingemeindung nach Salo ging der zweisprachige Status Särkisalos aber verloren.

## Politik
Im Stadtrat von Salo, der höchsten Entscheidungsinstanz in lokalen Angelegenheiten, liegen die drei großen Parteien des Landes in etwa gleichauf. In der Wahlperiode 2013–2016 belegt bei erheblich reduzierter Gesamtzahl der Sitze (53, vorher 75) die konservativ-liberale Sammlungspartei als stärkste Fraktion 14 Sitze gefolgt von den Sozialdemokraten  mit 12 Abgeordneten. Die Zentrumspartei, die vor allem in den ländlichen Gebieten Finnlands einen starken Rückhalt genießt, kommt ebenfalls auf 12 Sitze. Ebenfalls im Stadtrat vertreten sind die rechtspopulistischen „Wahren Finnen“ mit 7 Sitzen, der Grüne Bund mit 3, das Linksbündnis mit 2 sowie  die Christdemokraten mit einem Abgeordneten.
| Partei           | Stimmenanteil | +/−     | Sitze | +/−   |
| ---------------- | ------------- | ------- | ----- | ----- |
| Sammlungspartei  | 27,8 %        | − 0,4   | 14    | − 7   |
| Sozialdemokraten | 22,9 %        | − 6,7   | 12    | − 110 |
| Wahre Finnen     | 13,4 %        | + 10,00 | 7     | + 5   |
| Zentrumspartei   | 22,3 %        | − 3,3   | 12    | − 8   |
| Grüner Bund      | 5,9 %         | + 0,1   | 3     | − 1   |
| Linksbündnis     | 4,1 %         | − 0,1   | 2     | − 1   |
| Christdemokraten | 3,2 %         | + 0,4   | 1     | − 1   |

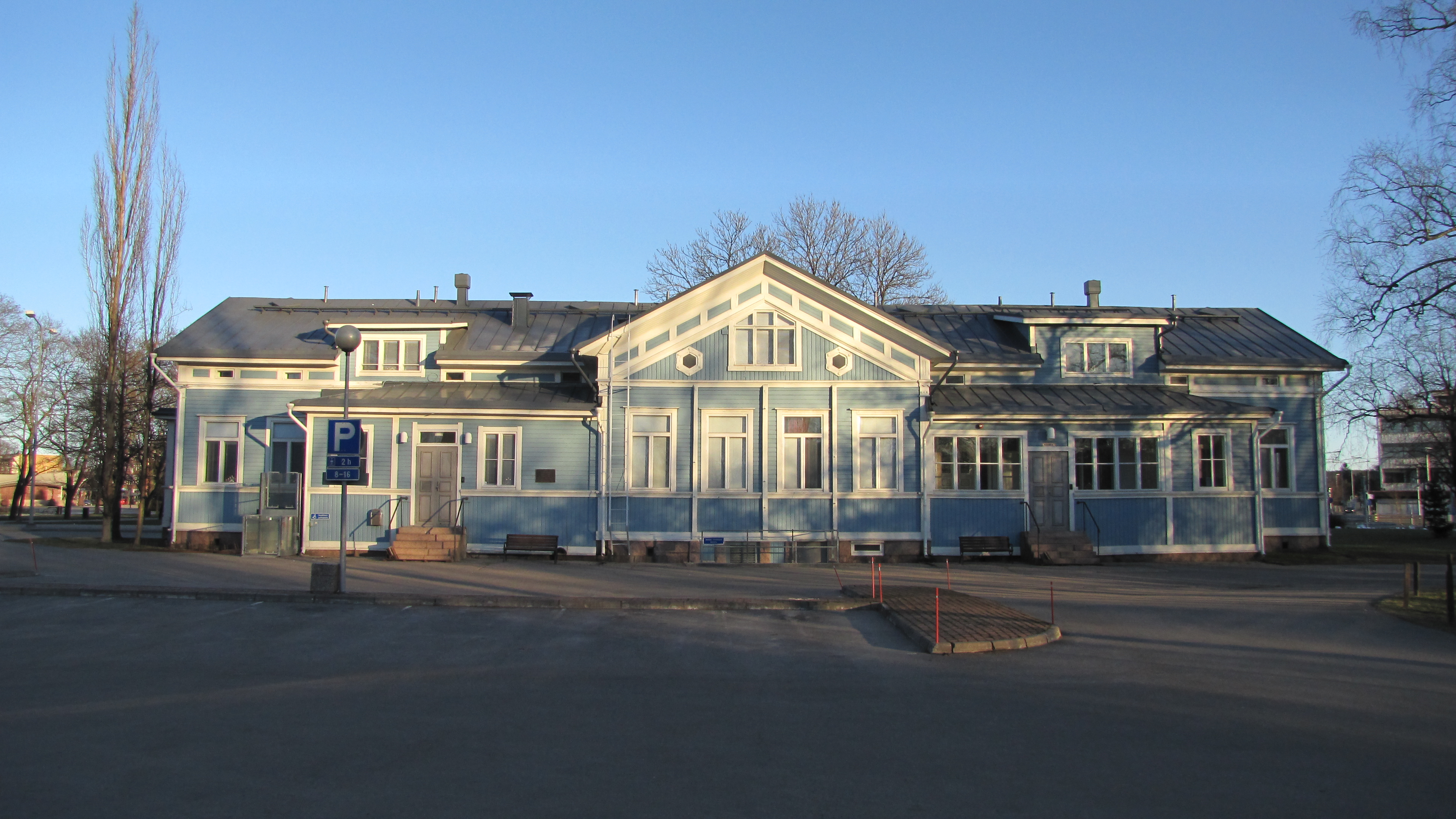
Das Stadthaus von Salo ist Sitz der Stadtverwaltung

+/−: Unterschied zur vorherigen Wahl 2008
Die Wahlbeteiligung lag 2012 bei 58,1 %.

## Wirtschaft
Bereits in den 1920er Jahren begann man in Salo mit der Produktion von Funktechnik. Was damals mit Radiogeräten anfing, setzte sich mit Computermonitoren und Handys fort. Hauptarbeitgeber in Salo ist Nokia.
Die im Jahre 1979 eröffnete Nokia-Produktionsstätte, bei der zuletzt 850 Mitarbeiter bei der Handy-Produktion beschäftigt waren, wurde im November 2012 geschlossen. Die Produktion von Computermonitoren endete bereits 2004.

## Städtepartnerschaften
Partnerstädte von Salo sind:
| - Anija, Estland - Elva, Estland - Gárdony, Ungarn - Nagykanizsa, Ungarn | - Odder, Dänemark - Puchheim in Bayern, Deutschland - Rschew, Russland - St. Anthony in Minnesota, USA |

und die nordeuropäischenen Städte
- in Schweden: Katrineholm, Kramfors, Vingåker, Strängnäs, Mariestad und Trosa
- in Norwegen: Vennesla, Levanger und Sandnes
- in Dänemark: Varde und Nyborg
- in Estland: Emmaste, Türi, Pühalepa, Kaarma und Albu

## Söhne und Töchter der Stadt
- Claus Horn (1517–1566), in Åminne/Halikko geborener Admiral der Schwedischen Marine
- Sauli Niinistö (* 1948), Präsident der Republik Finnland
- Jyrki Nieminen (* 1951), Fußballspieler
- Pauliine Koskelo (* 1956), Juristin
- Tanja Karpela (* 1970), Politikerin
- Susanna Heikari (* 1977), Fußballspielerin
- Reettakaisa Sofia Salo (* 1984), Theologin
- Taru Alho (* 1985), Volleyballspielerin
- Niklas Breilin (* 1999), Volleyballspieler
- Lotta Vuorio, Fußballschiedsrichterin